# Anna Tsing
Anna Lowenhaupt Tsing, née le 20 octobre 1952, est une professeure américaine d'anthropologie. Elle travaille à l'université de Californie à Santa Cruz dans la division des humanités, le département des études féministes et dans le département des études environnementales.

## Parcours
Anna Tsing reçoit sa licence (Bachelor of Arts) à l'université Yale et complète sa maîtrise et son doctorat à l'université Stanford. Elle écrit plusieurs articles et livres portant sur un large éventail de questions anthropologiques. En 2010, elle reçoit une bourse Guggenheim. En 2013, Tsing est nommée professeure Niels Bohr à l'université d'Aarhus au Danemark, pour sa contribution à un travail interdisciplinaire dans les domaines des sciences humaines, en sciences naturelles, en sciences sociales et en arts. Elle travaille actuellement à l'élaboration d'un programme transdisciplinaire pour l'exploration de l'anthropocène en étant directrice de l'AURA (Recherche de l'université d'Aarhus sur l'anthropocène).

## Travaux notables

### In the Realm of the Diamond Queen: Marginality in an Out-of-the-way Place(1993)
Le premier livre d'Anna Tsing se concentre sur les individus de la tribu Meratus Dayak (en), du Sud de Kalimantan, en Indonésie. L'informateur clef de Tsing est Uma Adang, chaman, qui lui donne un aperçu du chamanisme, de la politique et de la mythologie dans le rapport à l'identité ethnique. Le livre se concentre sur le thème de la marginalité au sein d'un état et le contexte de la communauté à l'intérieur d'un cadre genré.

### Friction: délires et faux-semblants de la globalité(2004, 2020 pour la version française)
Tsing construit son travail ethnographique à partir des luttes dans les forêts des Montagnes du Meratus au Sud du Kalimantan, une province de l'Indonésie. Le terme de friction est décrit comme « la maladresse, les inégalités, l'instabilité et les qualités créatives naissant de l'interconnexion à travers la différence. » Cette ethnographie est basée sur un travail de terrain à court terme plutôt qu'à long terme; le récit est basé sur des « fragments ethnographiques ». Le livre est une étude sur les paysages dominés par l'homme, les thèmes principaux sont les sociétés d'exploitation, la mondialisation, la défense de l'environnement et la dégradation de l'environnement.
Publié en 2005 aux États-Unis, le livre est traduit en français en 2020, précédé d'une préface de Nastassja Martin.

### Le champignon de la fin du monde: sur les possibilités de vie dans les ruines du capitalisme(2015, 2017 pour la version française)
L'ethnographie de Tsing prenant en compte le champignon Matsutake donne aux lecteurs un regard sur ce rare, précieux et coûteux champignon,.
Originaires du Japon, ces champignons apparaissent dans les paysages « ruinés » par l'activité humaine, comme les forêts surexploitées, les sols privés de leur terre arable ; par exemple, ils ont été parmi les premiers organismes à germer dans les paysages désolés d'après l'explosion de la bombe atomique à Hiroshima. L'apport de Tsing dans le domaine de l'anthropologie tient à sa capacité d'étude des multiples et complexes interactions entre les espèces. En mettant en évidence les connexions entre les agents humains et non-humains, elle amène à apprendre davantage sur l'évolution des sociétés.
Tsing suit les champignons Matsutake dans un voyage international afin de donner au lecteur un aperçu du champignon dans la filière de transformation alimentaire pour l'amener vers des méditations sur le capitalisme. Elle utilise le Matsutake pour faire la lumière sur le thème plus large de la façon dont l'écologie est modifiée par l'interférence humaine : scalabilité, traduction, sylviculture, satoyama (en), mycélium, shiro, mycorhize, koula, sérendipité, symbiose.
Ce livre a été cependant critiqué en particulier en France pour son caractère "optimiste" et pour ne pas porter une critique plus acerbe du capitalisme et de ses effets destructeurs des environnements,.
Le travail d'Anna Tsing, portant sur les pratiques scientifiques, s'inscrit dans les sciences studies. Il relève aussi de l'anthropologie féministe, dans la mesure où il prend appui notamment sur la théorie féministe du point de vue, ou épistémologie du savoir situé, qui justifie une science engagée, dont les résultats vont plus dans le sens de l'objectivité que la science qui se veut impartiale et «sans perspective».
Publié en 2015 aux États-Unis (Princeton University Presse), le livre est traduit et édité en français en 2017 (La découverte), précédé d'une préface de Isabelle Stengers.

### Proliférations(2022)
Dans cette anthologie inédite de trois articles parue en février 2022, Anna Tsing propose de penser la prolifération comme étant la condition écologique et anthropologique propre à notre temps.
En racontant comment certains types de lianes prolifèrent en Indonésie à la suite de la déforestation ("De nouveaux mondes sauvages"), l'anthropologue américaine distingue l'Holocène, ère des refuges, de l'Anthropocène, ère des proliférations ("Résurgences et proliférations"). Cela l'amène ensuite à entremêler des histoires de champignons à une archéologie de l’État, le tout dans une perspective à la fois féministe et anticoloniale ("Marges  indociles :  les  champignons  comme  espèces  compagnes").
À ce titre, les trois textes de cette anthologie peuvent être vus comme un prolongement direct du Champignon de la fin du monde.
Dans la préface qu'elle a rédigée pour l'occasion, Isabelle Stengers écrit : "Anna Tsing nous interdit le désespoir car elle rend présents les mondes multiples et enchevêtrés que – avec ou sans nous – les vivants continuent de fabriquer les uns avec les autres".

## Distinctions
2021 : Doctorat honoris causa de l'université de Liège.